# Adoption internationale

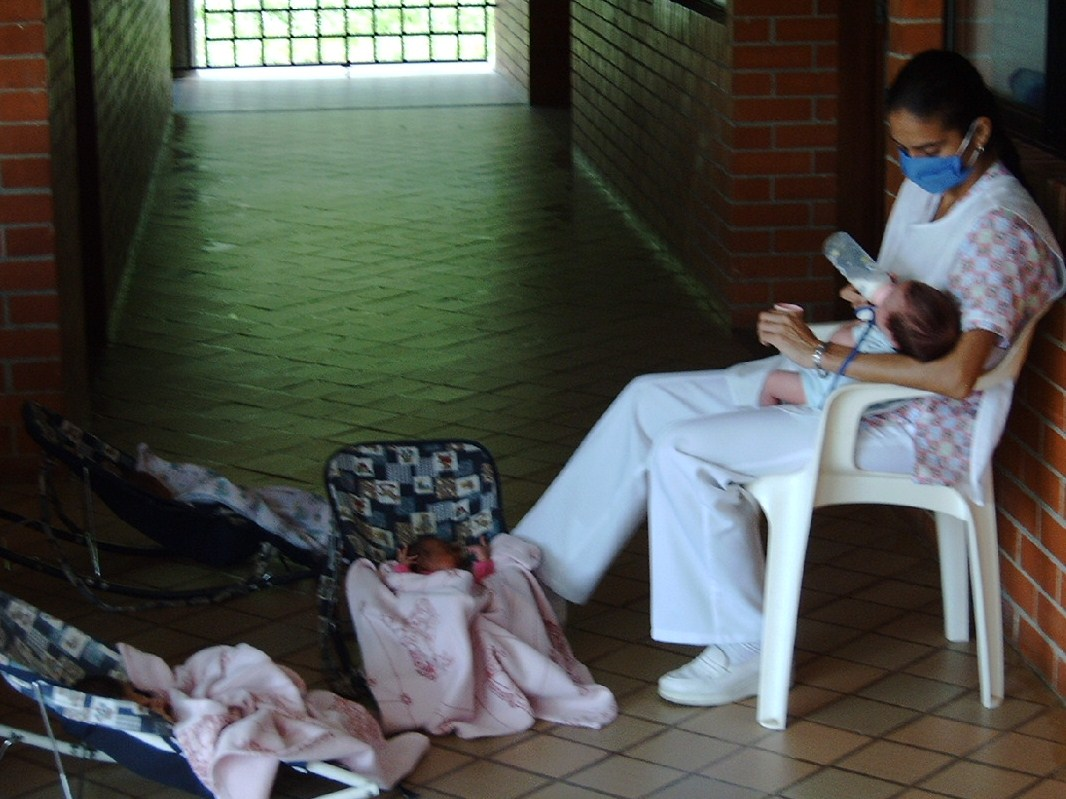
Orphelinat en Colombie, une infirmière nourrit un enfant tout en s'occupant de deux autres jeunes enfants

Pour les articles homonymes, voir Adoption (homonymie).
L'adoption internationale est l'adoption d'une personne d'un pays par une personne ou un couple d'un autre pays. 
C'est une cause classique de conflit de loi dans l'espace en droit international car il s'agit de concilier la loi du pays donneur avec celle du pays preneur à l'adoption.
L'adoption internationale est régie par la Convention de La Haye de 1993, sur la protection des enfants et la coopération en matière d'adoption internationale.
Depuis 2003, le nombre d'adoptions internationales en France comme dans le monde entier baisse fortement.

## Historique

### Les débuts de l'adoption internationale en France
Les premières réflexions sur l'adoption internationale sont menées dans les après-guerres, les deux conflits mondiaux ayant créé des enfants orphelins ou abandonnés en nombre considérable (en 1918, par exemple, on compte au moins 750000 Français de moins de 18 ans dont le père est mort au combat). Après la Seconde Guerre mondiale, qui a fait davantage de victimes civiles que la précédente, la France "doit garder tous ses enfants, y compris ceux nés de mères françaises et de soldats allemands d'occupation ou de GI's américains venus libérer le pays" et "récupérer les enfants nés à l'étranger dans des conditions exceptionnelles".   
Dès la fin des années 1940, des figures médiatiques de divers pays ont contribué à populariser l'adoption internationale. Ainsi, la romancière américaine Pearl Buck, prix Nobel de littérature en 1938 : après avoir adopté sept enfants de diverses origines avant la Deuxième Guerre, elle fonde Welcome House, association pour l'adoption internationale et interraciale, qui encourage notamment la prise en charge des enfants de mères asiatiques et de pères soldats américains.    
Joséphine Baker, devenue célèbre avec la "Revue Nègre" de 1925, résistante en France et en Afrique du Nord sous l'Occupation, fonde à partir des années 1950 sa "Tribu Arc-en-ciel" en adoptant douze enfants de nationalités, de cultures et de religion diverses : Akio et Jeannot, un enfant japonais et un coréen, fils de soldats américains abandonnés par leurs mères, en 1954 ; Jari, qui vient d'Helsinki, Luis, de Colombie, Jean-Claude, un petit Français, et Moïse, un Israélien qui est de confession juive ; Brahim et Marianne, en 1956, qui ont été trouvés dans la campagne algérienne, le premier étant né de parents berbères et la seconde de parents pieds-noirs ; Koffi, ramené de Côte d'Ivoire en 1957 ; Mara, Amérindien du Venezuela adopté en 1959 ; Noël, trouvé dans une rue de Paris ; Stellina, enfin, Franco-Marocaine née à Paris.

### Adoption internationale, guerres et humanitaire
L'association Terre des Hommes est créée en 1962, dans le contexte de la guerre d'Algérie. Elle naît d'une prise de conscience et d'une indignation face à la situation des enfants dans les pays touchés par les guerres de décolonisation, d'abord pendant la guerre d'Algérie, puis pendant la guerre du Vietnam. De cette indignation émerge la mobilisation qui conduit à la création de l'association Terre des Hommes autour d'Edmond Kaiser (1914-2000), tout d'abord à Lausanne en 1960, puis en France. Il s'agit alors de porter secours à ces enfants en leur permettant de vivre dans de meilleures conditions, d'échapper à la guerre, à la famine, ou aux conséquences d'une catastrophe naturelle. L'adoption internationale est portée, à ce moment, par une dimension humanitaire et une volonté de justice, de respect des droits des enfants, la Déclaration des Droits des Enfants étant adoptée par l'ONU en 1959. Les enfants amenés en France sont d'abord placés en accueil à vie, mais sont ensuite souvent adoptés par les familles. En parallèle, des associations créées dans d'autres pays, notamment aux États-Unis avec la pasteur Harry Holt (qui crée le Holt Adoption Program (HAP)en 1956), établissent une démarche semblable à celle de Terre des Hommes, ce qui crée des tensions entre les associations, notamment en Corée.

### Les années 1970
Les adoptions internationales se développent dans les années 1970, avec des enfants originaires principalement d'Asie, et progressivement d'Amérique du Sud (surtout de Colombie). La proportion d'enfants d'origine étrangères dans les adoptions plénières réalisées passe de 8,5% en 1970 à 15% en 1973. La question de l'adoption internationale, de plus en plus présente dans la société, par le nombre d'enfants adoptés comme par le relais assuré par les médias, intéresse alors l’État français. Le Conseil Supérieur de l'Adoptionest créé en 1975. Ce conseil a pour mission de réfléchir aux mesures et aux lois permettant d'encadrer l'adoption internationale en France. Cette prise en compte du phénomène par les pouvoirs publics montre à la fois l'ampleur du phénomène et son importance croissante dans la société. De plus, la loi de 1976 qui autorise des familles à adopter en présence d'enfants biologiques participe à ce développement, de même que la loi Neuwirth (1967) sur la contraception et la loi Veil (1975) sur l'IVG, qui contribuent à la diminution du nombre d'enfants adoptables en France. Un cadre législatif national est peu à peu établi : la circulaire du 14 mars 1972 demande que les procédures de consentement à l'adoption réalisées dans le pays d'origine, préalables au jugement d'adoption en France, soient connues afin de pouvoir déterminer la nature du lien de filiation

### Les années 1980
Dans les années 1980, les enfants originaires d'Amérique du Sud occupent une part croissante dans les adoptions réalisées en France. L'adoption concerne alors le Chili, le Pérou, le Brésil, le Venezuela... Cependant, face à l'augmentation du nombre d'enfants étrangers adoptés, se pose la question de la mise en place d'un « trafic » d'enfants, notamment dans les pays pauvres d'Amérique du Sud. Cela est dénoncé par plusieurs associations comme Terre des Hommes, l'ONG Défense des Enfants-International, ou l'association EFA, qui appelle les pays d'accueil à plus de vigilance sur la possibilité légale d'adopter ces enfants. Les intermédiaires (différentes filières, médecins, avocats), parfois nombreux, sont difficiles à contrôler. De plus, les dérives possibles de l'adoption inquiètent les différentes associations. Ainsi, en 1986, une affaire implique une intermédiaire française et un avocat salvadorien, qui extorquaient de l'argent aux familles en échange de la promesse d'un enfant à adopter. Plusieurs affaires ont aussi lieu au Brésil, au Pérou, ou au Guatemala. À l'inverse, en Roumanie, sous la dictature de Ceausescu, l'adoption est utilisée comme une arme diplomatique envers les pays de l'Europe de l'Ouest. Face à ces inquiétudes, un cadre législatif international est progressivement mis en place, notamment avec la Convention de la Haye en 1993.

## La mise en place d'un cadre législatif national et international
À partir de 1985, un agrément doit être délivré aux familles par le Président du Conseil Général après une enquête réalisée par l'Aide Sociale à l'Enfance (ASE). De plus, en 1989, les œuvres s'occupant de l'adoption internationale doivent obtenir une autorisation du Président du Conseil Général des départements dans lesquels les enfants sont placés ainsi qu'une habilitation délivrée par le Ministère des Affaires étrangères. Pour encadrer les pratiques des États envoyant les enfants, la France tente d'établir des accords bilatéraux.
La Convention des Droits de l'Enfant est mise en place en 1989. La priorité est de permettre une vie digne à chaque enfant, d'abord au sein de sa famille et dans son environnement culturel d'origine. De plus, les États qui signent cette convention doivent s'engager à lutter contre le trafic d'assurer le respect de leurs droits fondamentaux. L'adoption internationale doit être guidée par le respect de l'intérêt supérieur de l'enfant, l'enfant ne pouvant être adopté au niveau international seulement si cela n'est pas possible dans son pays d'origine. De plus, l'adoption internationale ne doit être organisée que par les autorités compétentes des pays et ne pas donner lieu à des profits indus. Ces objectifs doivent être poursuivis par les différents États grâce à l'établissement d'accords bilatéraux. Aujourd'hui, 196 États l'ont ratifiée.
Puis la convention de la Haye, établie en 1993, rappelle de nouveaux ces principes, en se concentrant plus spécifiquement sur l'adoption internationale. L'enfant ne peut être adopté dans un autre pays que si cela est établi par son État d'origine, et que cela répond à « l'intérêt supérieur » de l'enfant. L’État d'accueil, quant à lui, doit garantir la capacité de la famille d'accueil à accueillir l'enfant.